# Rugby Park
Rugby Park è uno stadio di calcio situato nella città scozzese di Kilmarnock. Fu costruito la prima volta nel 1899 ed è la casa del Kilmarnock.
Ha subito una grande ristrutturazione nel 1994-95, con una capacità di 18.128. Oltre al suo principale compito di ospitare le gare casalinghe per il Kilmarnock, è stato la sede di due partite internazionali scozzesi.
Può essere utilizzato anche per concerti, Elton John ci suonò davanti a 15.000 persone. Nel 2002, il club costruì il Park Hotel, un complesso a 4 stelle vicino al campo.

## Storia
La squadra di Kilmarnock giocò le prime partite di calcio sul presente campo Rugby Park nel 1899. Nonostante ciò, il luogo è in realtà il quarto terreno di casa del Kilmarnock. La Grange, Holm Cava e il Parco di Ward hanno tutti ospitato le partite della squadra di casa, prima che il club si trasferisse al Rugby Park nel 1877 vicino a South Hamilton Street. Questo campo era in condivisione con cricket e rugby, che Kilmarnock aveva in precedenza, e la connessione con il rugby ha dato al terreno il suo nome. Questo nome è stato preso con il club quando si trasferirono allo stadio attuale. Il terreno fu inaugurato con una partita contro l'allora campioni celtici il 1º agosto, quando il Kilmarnock pareggiò da un deficit di 2-0. Era la loro prima partita nella massima divisione del calcio scozzese, dopo aver vinto la seconda divisione della stagione precedente.
In origine, il terreno fu costruito con una pista di atletica attorno al suo bordo, un padiglione e una gradinata lungo il lato ovest. Nel 1935 una copertura venne aggiunta ad una parte della terrazza sud. Durante la seconda guerra mondiale, l'esercito usò il terreno come un deposito di munizioni, mentre le partite di campionato furono sospese. Il campo doveva essere ricostruito dopo la guerra e i prigionieri di guerra italiani hanno aiutato a ricostruire ed estendere la terrazza nord. Un tetto fu aggiunto alla tribuna est nel 1959, e la West Stand fu rinnovata nel corso della stagione 1960-1961. La stagione successiva la cifra record di 35.995 spettatori vide però il Kilmarnock perdere 4-2 contro i Rangers in Coppa di Scozia. Tuttavia, i tifosi erano pronti a tempi più felici come quando la squadra ha conquistato il campionato nel 1964-65. Durante l'estate del 1968 fu riqualificato l'impianto di illuminazione per ospitare le trasmissioni televisive in diretta. 
Dai primi anni novanta alcune pressioni dall'interno, in particolare a seguito della relazione di Taylor, ha fatto sì che Rugby Park sarebbe dovuto diventare all-seater. Questa mossa fece nascere molte discussioni, ma venne comunque riqualificato. L'ultima partita prima della ricostruzione viene giocata il 7 maggio 1994, quando il Kilmarnock ha battuto i Rangers 1-0. I lavori di costruzione iniziarono il giorno successivo. Durante la stagione 1994-1995 la capienza dello stadio viene significativamente ridotta e tre nuove tribune sono state costruite; il Moffat stand, il Chadwick Stand e la East Stand. La loro realizzazione ha portato la capienza dello stadio a 18.128 spettatori.
Il Kilmarnock ha inaugurato il nuovo Park Rugby il 6 agosto 1995 in una partita amichevole contro i campioni inglesi del Blackburn. Alan Shearer segnò una tripletta e la squadra di casa perse 5-0. Il 12 maggio 1998 il Rugby Park ha ospitato l'ultima finale di Coppa Ayrshire, e vide il Kilmarnock rimontare da 0-2 e battere Ayr United 4-2. Nell'estate del 1999, i regolamenti del campionato hanno fatto sì che Kilmarnock dovette installare il riscaldamento del campo nel sottosuolo. Questa era la prima volta che venne fatto in 50 anni e ha rappresentato l'ultimo grande sviluppo dello stadio. Il 26 agosto di quell'anno, il Kilmarnock ha festeggiato i 100 anni al Rugby Park con una vittoria sul KR Reykjavik in Coppa UEFA.
Alcuni lavori da allora sono stati fatti per aumentare le entrate. Nel giugno 2002, il Park Hotel è stato aperto adiacente allo stadio. L'hotel è stato costruito sul campo di allenamento del Kilmarnock. L'hotel dispone di cinquanta camere doppie o matrimoniali, un centro conferenze, un bar caffetteria e un ristorante. Nel novembre 2004 alcuni bar nuovi sono stati aperti nel West Stand, sponsorizzati dal Lager di Foster.
Una superficie artificiale è stata installata nell'estate del 2014. Lo stadio ospitò una partita internazionale di rugby tra la Scozia e Tonga nel mese di novembre 2014.

## Disegno Stadio

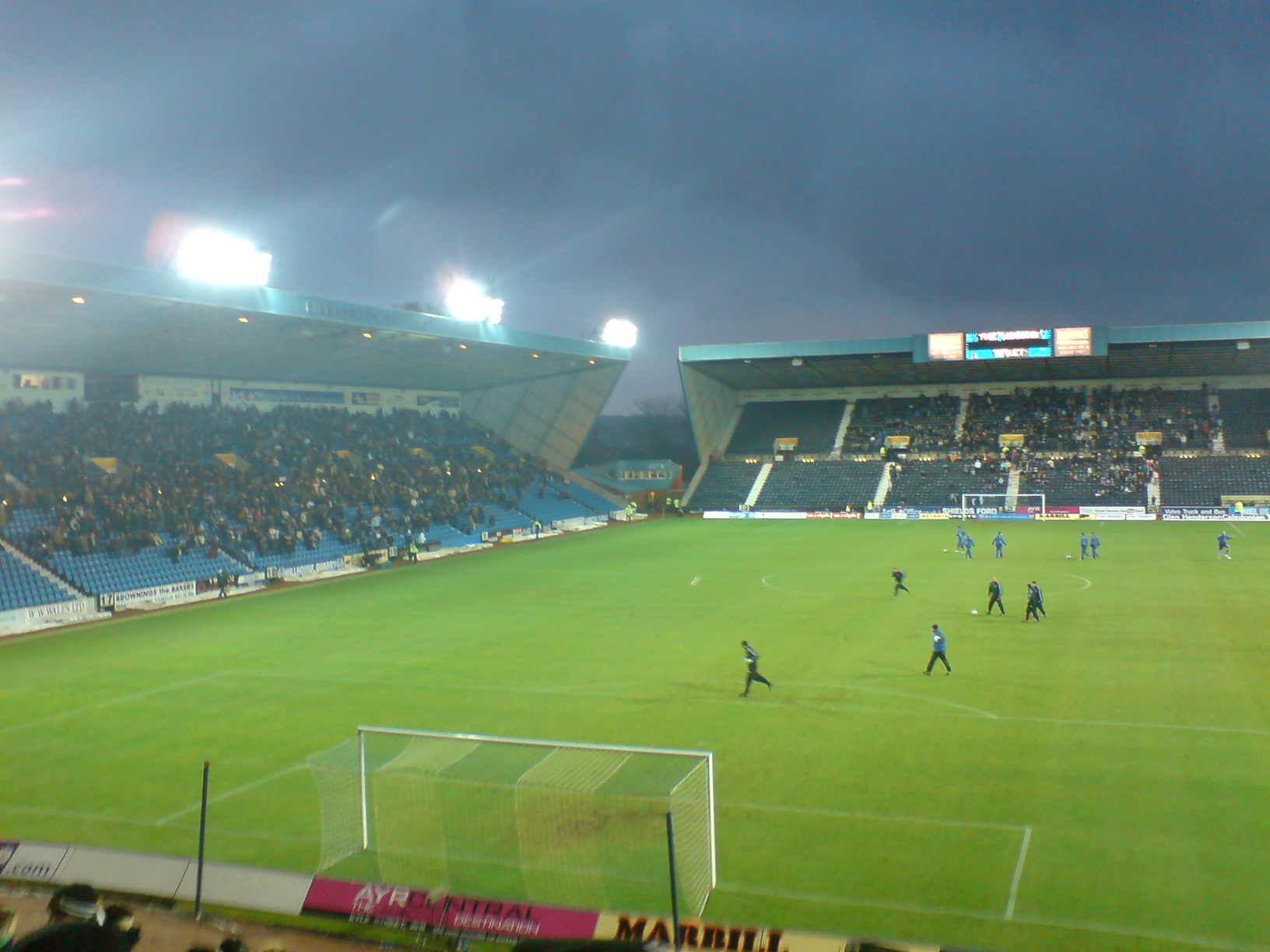
Lo stadio nel 2008

Nonostante diventò un moderno stadio all-seater, una serie di caratteristiche nella progettazione diede un look unico. Tutti gli stand e bar nello Stand Ovest hanno ben poco sotto di loro, come le sale da tè e servizi igienici che si trovano sotto il punto più basso possibile verso il campo. Il resto della zona è asfaltata, con la struttura in acciaio completamente esposta. Inoltre, i tornelli per i tre stand più recenti sono costruiti in un muro perimetrale, piuttosto che lo stadio in sé, e ci sono molto grandi spazi all'aria aperta prima degli stand. Altri stadi hanno un design simile, per esempio il Roseburn Tynecastle, anche se vi è un notevole spazio di meno lì. Un vantaggio è che, poiché il divieto pubblico di fumare è entrato in vigore, è possibile per i tifosi stare nelle aree aperte a metà partita per una sigaretta.
The Stand orientale si distingue in apparenza, in quanto non copre l'intera lunghezza del passo, si assottiglia prima di terminare intorno 15yds prima dell'estremità del campo. Questo perché il terreno dietro il cavalletto è residenziale, e non si può costruire. Tuttavia, il divario non è grande come un troncamento simile al Fir Park, per esempio, ed è riempito da bandiere. C'è un tabellone elettronico alle due estremità dello stadio.

## Uso per film
Nell'agosto 1999, il Rugby Park è stato utilizzato per una finta semi-finale di Coppa di Scozia nel film di Robert Duvall Sfida per la vittoria. Nel film ha anche recitato l'ex attaccante del Kilmarnock Ally McCoist.